# Plagne (Alto Garona)
 Plagne  es una población y comuna francesa, en la región de Mediodía-Pirineos, departamento de Alto Garona, en el distrito de Muret y cantón de Cazères.

## Enlaces externos

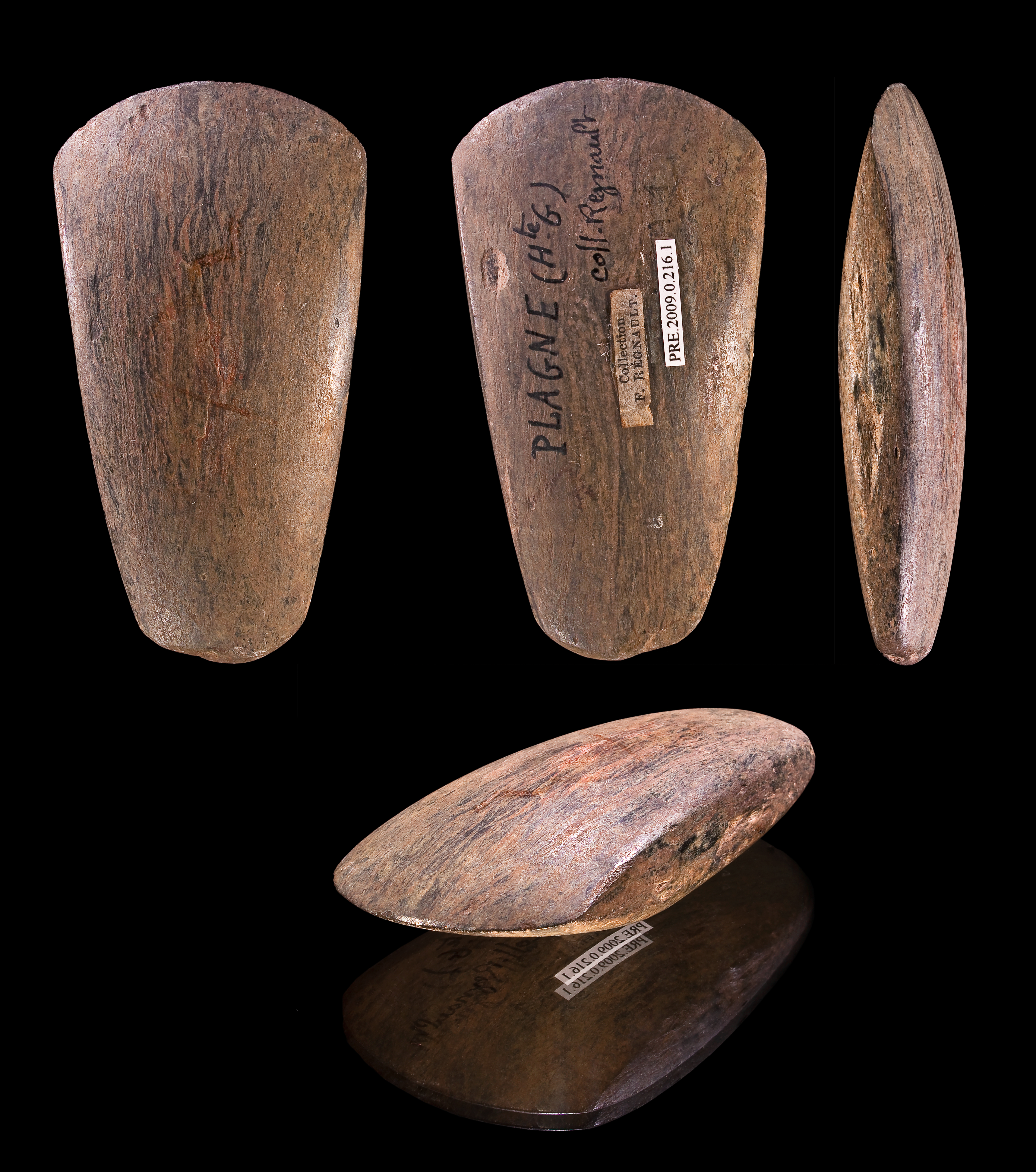
Plagne - Hache polie période néolithique - Muséum de Toulouse

## Demografía
| 66 | 55 | 70 | 58 | 60 | 88 |
| Para los censos de 1962 a 1999 la población legal corresponde a la población sin duplicidades (Fuente: INSEE [Consultar]) |    |    |    |    |    |